# Dolmen Vinya del Rei
Le dolmen Vinya del Rei est un mégalithe datant du Néolithique situé près de la commune de Vilajuïga, dans la province de Gérone en Catalogne.

## Situation
Il est situé dans la Serra de Rodes, à proximité de la carretera de Sant Pere de Rodes (GIP-6041), entre Vilajuïga et le monastère de Sant Pere de Rodes.

## Description
Il s'agit d'un tombeau en corridor formé d'une chambre de forme trapézoïdale mesurant 2,80 m de longueur sur 2,20 m de largeur, pour une hauteur maximale de 1,65 m ; la table de couverture, mesurant 4,15 m de long sur 2,95 m de large, repose sur cinq grandes dalles verticales.
Daté de 5 200 av. J.-C., c'est le plus grand des dolmens de Vilajuïga.

## Histoire
Il a été fouillé en 1942.